# Typhlodromips neoswellendamensis
Typhlodromips neoswellendamensis är en spindeldjursart som beskrevs av Moraes, Zannou och Oliveira 2007. Typhlodromips neoswellendamensis ingår i släktet Typhlodromips och familjen Phytoseiidae. Inga underarter finns listade i Catalogue of Life.